# Arada cisell

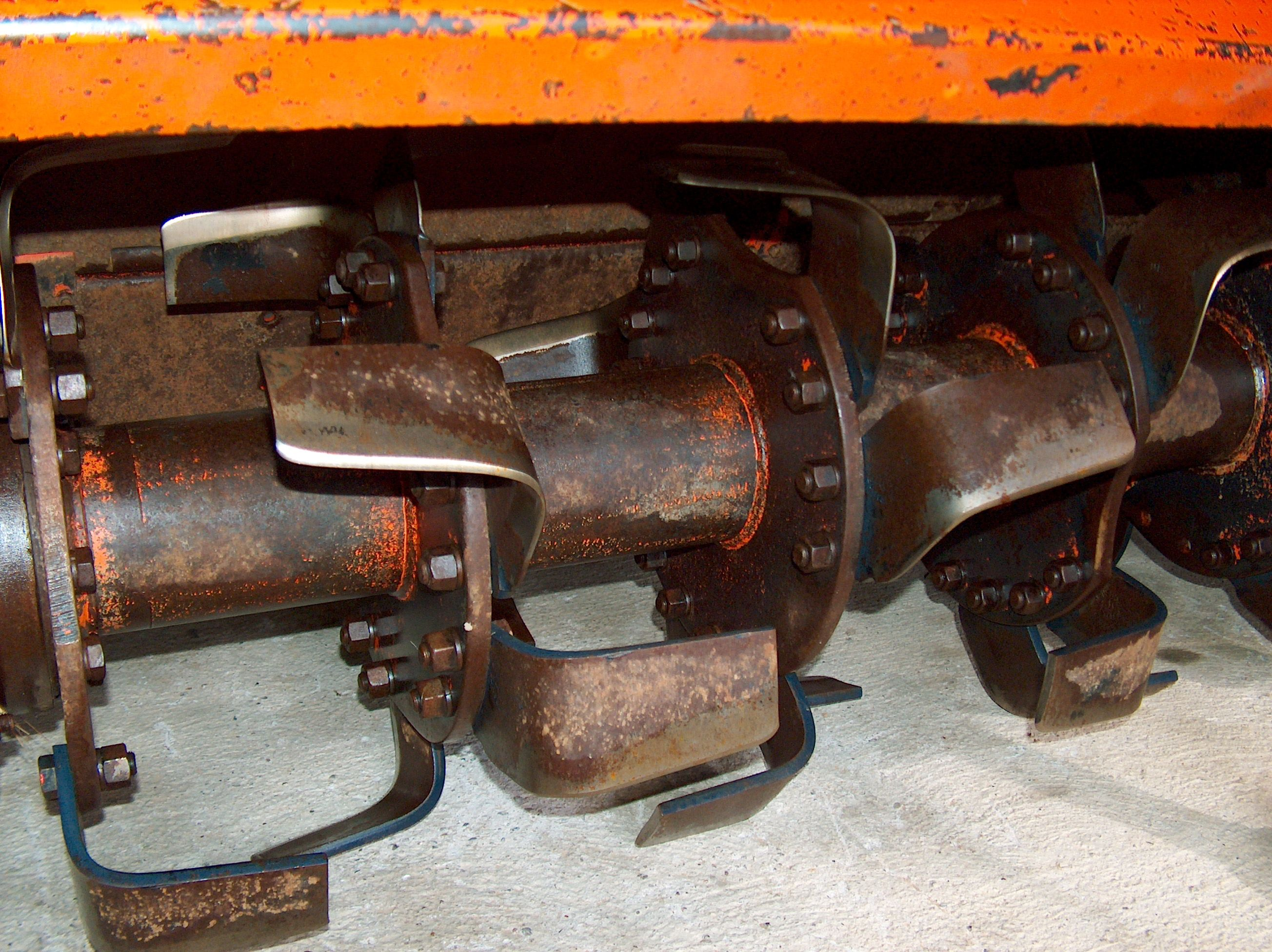
Vista detallada d'una arada cisell

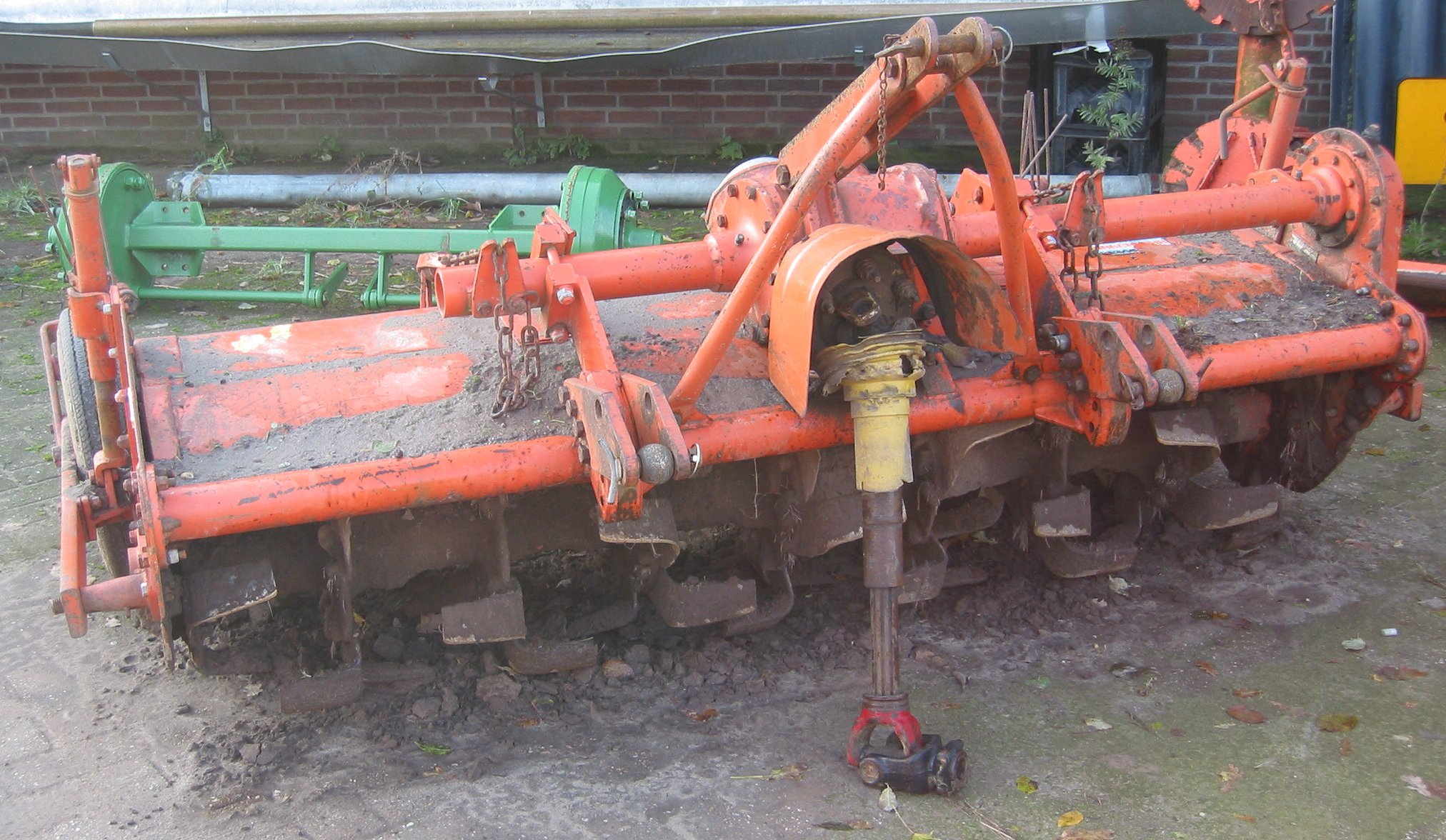
Arada cisell per a tractor

L'arada cisell és una eina de les anomenades de conreu vertical. Consta d'una determinada quantitat d'arcs d'acer (aproximadament un per cada 11 HP del tractor que el remolca), separats generalment a 35 cm un de l'altre, i en els seus extrems inferiors porten una pua d'acer endurit. Aquesta arada es passa pel camp a una profunditat d'entre 18 i 25 cm, a una velocitat relativament alta (a més de 8 km/h), perquè la vibració dels arcs ajudi a descompactar el sòl sense invertir la superfície.